# Névine Allouba
Névine Allouba (ou, variantes orthographiques, Nevin Allouba ou Neveen Allouba), est une chanteuse d’opéra soprano égyptienne et une professeure de chant, née en 1958.

## Biographie
Fille d’un chirurgien, née en 1958, elle est intéressée par le théâtre et envisage de devenir actrice, mais sa famille s’y oppose. Elle s’oriente alors vers une carrière musicale, de pianiste puis de chanteuse d’opéra. En 1978, alors qu'elle n'a que 20 ans, elle est diplômée en piano du Conservatoire du Caire et désignée pour faire partie du corps enseignant. Mais un parcours de pianiste lui semble une activité solitaire : elle est davantage attirée par l'opéra qui cumule à ses yeux les avantages de mettre à profit ses acquis musicaux et d'être, comme le théâtre qui l'attirait par le passé, une création en équipe. Elle se voit accorder des bourses du Deutscher Akademischer Austauschdienst (échange culturel ouest-allemand) et de la Fondation Friedrich-Naumann pour approfondir les techniques de chant, étudier l'interprétation d'opéra et la pédagogie vocale à la Hannover Hochschule fur Music and Theater. Elle y obtient un doctorat en 1988, après une dizaine d’années passées en Allemagne. Elle y a été soliste à l'Opéra de Detmold mais s'est produite aussi dans la plupart des capitales d'Europe occidentale et des pays arabes. Elle a également reçu le premier prix dans la catégorie voix féminine du concours des jeunes chanteurs d'opéra de Berlin en 1985.
Puis elle rentre en Egypte, intègre l'Opéra du Caire en tant que soprano soliste, membre de la compagnie de l'Opéra du Caire. Elle est la première voix féminine à chanter lors de l'inauguration du nouvel opéra du Caire. Elle épouse en 1989  le compositeur Chérif Mohieddine. Elle est également sollicitée pour participer à des jurys. Elle enseigne, à l"école de l'Opéra du Caire, à l'Université d'Alexandrie, et à l'Université américaine du Caire notamment,. Elle forme des chanteuses ayant ensuite acquis une notoriété internationale, comme Farrah El-Dibany, ou encore Fatma Saïd. Elle cherche à favoriser l'émergence de nouvelle voix, notamment par la troupe Fabrica, qu'elle fonde au milieu des années 2010,,. Elle s’emploie à encourager l’arabisation des livrets d’opéra, dans le but de toucher un public plus large. « Beaucoup de gens critiquent ce genre d’initiative, surtout ceux qui ont l’habitude de livrets d’opéra en italien. Pourtant partout dans le monde, la traduction des opéras est de mise. En Allemagne, où j’ai vécu 11 ans, carrément tous les opéras sont chantés en allemand, même si à l’origine, ils sont écrits en italien, ou en français ou en d’autres langues. Je trouve que les opéras de Mozart sont les plus adéquats à la traduction parce qu’on y trouve de longs dialogues récitatifs. Ce n’est pas le cas des œuvres de Verdi ou de Puccini », explique-t-elle. Elle fait également ponctuellement du théâtre.